# Adatoprakpınar
Adatoprakpınar (Koerdisch: Adalu) is een dorp in het Turkse district Polatlı in de provincie Ankara. Het dorp ligt 95 km ten zuidwesten van de hoofdstad Ankara. In 2019 telde het dorp 199 inwoners, bestaande uit 104 mannen en 95 vrouwen. De bevolking bestaat grotendeels uit etnische Koerden.
Krachtens wet nr. 6360 werden alle Turkse provincies met een bevolkingsaantal van minimaal 750.000 personen uitgeroepen tot grootstedelijke gemeenten (Turks: büyükşehir belediyeleri), waardoor de dorpen in deze provincies de status van mahalle hebben gekregen (Turks voor stadswijk). Ook Adatoprakpınar heeft de status van mahalle.